# Leonardo García Alarcón
Leonardo García-Alarcón (La Plata, 1976 ) is een Argentijnse dirigent die gespecialiseerd is in barokmuziek.
Na zijn pianostudies in Argentinië verhuisde hij in 1997 naar Europa om er muziektheorie en klavecimbel te gaan studeren bij Christiane Jaccottet aan het Centrum voor Oude Muziek van Genève. Als lid van het Elyma Ensemble werd hij assistent van Gabriel Garrido voordat hij in 2005 zijn eigen ensemble oprichtte, Cappella Mediterranea. Alarcón brengt graag vergeten werken onder de aandacht. Zo blies hij nieuw leven in Giuseppe Zamponi’s opera ‘Ulysse’ met meerdere uitvoeringen in 2006 en Michelangelo Falvetti’s ‘Il Diluvio Universale’, meermaals uitgevoerd in 2010. Tevens in 2010 begon zijn driejarige residentie aan het Centre Culturel de Rencontre d’Ambronay. Ook werd hij artistiek leider en chefdirigent van het Chœur de chambre de Namur. Alarcón is een vaste gast in opera’s, concertzalen en op festivals over de hele wereld, waaronder het Festival d’Aix-enProvence, de Opera van Lyon, Ambronay Festival, Konzerthaus Wien, Teatro Colón in Buenos Aires, Grand Théâtre in Genève, Theatre Zarzuela in Madrid, Amsterdam Concertgebouw, Montecarlo Opera, Théâtre des Champs-Elysées in Parijs, Wigmore Hall in Londen, Fondation Gulbenkian in Lissabon, het Festival de la Chaise-Dieu en het Teatro Maximo in Palermo. Alarcón leidt de klavecimbelklas en de afdeling barokzang aan het conservatorium van Genève, waar hij ook les geeft in de interpretatie van barokliederen.

## Geselecteerde discografie
- Mateo Romero - Romerico Florido Ensemble Clematis & Cappella Mediterranea, Leonardo García-Alarcón Ricercar - RIC308 2010
- Purcell - Dido en Aeneas La Nouvelle Ménestrandie & Cappella Mediterranea, Leonardo García-Alarcón Ambronay - AMY022
- Barbara Strozzi - Virtuosissima Compositrice Madrigals 1644 Cappella Mediterranea, Leonardo García-Alarcón - madrigalen door Barbara Strozzi, Isabella Leonarda en Antonia Bembo . Ambronay - AMY020
- Frescobaldi - Il Regno d'Amore Ensemble Clematis, Leonardo García-Alarcón Ricercar - RIC300
- Händel - Judas Maccabaeus , HWV 63 opgenomen in de abbatiale kerk van Ambronay, op het Ambronay-festival. Chœur de chambre de Namur & Ensemble Les Agrémens, Leonardo García-Alarcón Ambronay - AMY024
- Farina - Capriccio Stravagante & Sonate. Stéphanie de Failly (viool) Ensemble Clematis, Leonardo García-Alarcón Ricercar - RIC285
- Peter Philips, Motets & Madrigals. Cappella Mediterranea, Leonardo García-Alarcón Ambronay - AMY015
- Antonio de Salazar, Felipe Madre de Deus - Maestros Andaluces en Nueva Espana Cappella Mediterranea, Leonardo García-Alarcón. Almaviva 2004
- Carolus Hacquart - Cantiones & Sonate Ensemble Clematis, Céline Scheen, sopraan, Stephan Van Dyck, tenor, Dirk Snellings, bas. Leonardo García-Alarcón en Stéphanie de Failly, richting
- JS Bach, cantates BWV 201 en BWV 205
- Giovanni Giorgi (overleden 1762) Ave Maria
- Giuseppe Zamponi Ulisse nell 'Isola de Circé (Brussel 1650).